# Autorotacja (samolot)
Autorotacja – samostabilizujący się stan lotu samolotu (szybowca) w którym różnica sił działających na skrzydła na skutek różnic kąta natarcia, szybkości opływu i/lub stanu oderwania strug od powierzchni nośnej prowadzi do powstania i samoistnego utrzymywania momentów obrotowych wokół podłużnej i pionowej osi statku. Potencjalnie bardzo niebezpieczny stan lotu.
Typowym przykładem sytuacji w której występuje autorotacja jest korkociąg. Przed zrozumieniem zjawiska autorotacji związane z nią sytuacje prowadziły na ogół do katastrofy statku powietrznego.
Autorotacji samolotu nie należy mylić z autorotacją wiropłata (np. helikoptera), jest to zupełnie inne zjawisko.

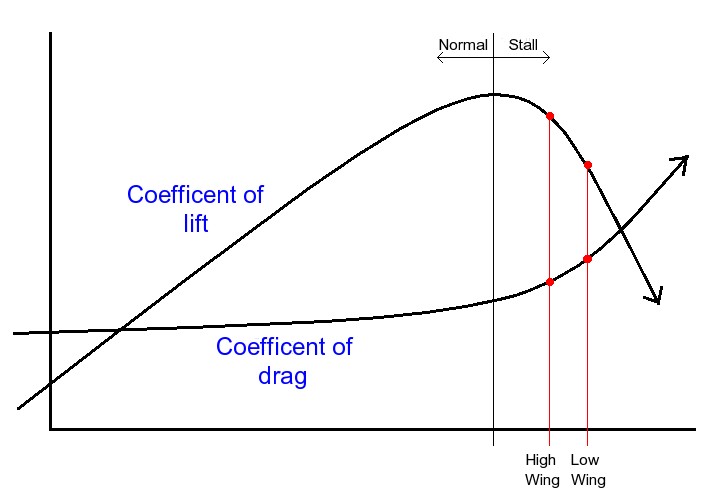
Wykres siły nośnej (pionowa oś) w funkcji kąta natarcia (pozioma oś). Kąt krytyczny odpowiada maksimum siły nośnej. Na prawo mamy ponadkrytyczne kąty, kiedy siła nośna maleje ze wzrostem kąta. Siła oporu rośnie ze wzrostem kąta w obu obszarach

## Geneza
W klasycznej sytuacji (korkociąg) dochodzi do niesymetrycznego (w różnym zakresie na każdym skrzydle) oderwania strug powietrza opływającego skrzydło. Skrzydło na którym strugi oderwały się na większej powierzchni wytwarza mniejszą siłę nośną i stawia większy opór, co powoduje przechylenie statku na jego stronę i skręt w jego kierunku. To z kolei zmniejsza prędkość opływu na tym skrzydle, zwiększa kąt natarcia i ustala tym (a nawet rozszerza) oderwanie strug na tym skrzydle. Sytuacja ta zatem jest w przybliżeniu stabilna, obrót wokół osi pionowej i podłużnej będzie kontynuowany.
Zjawisko autorotacji może wystąpić także gdy skrzydła statku przekroczą krytyczny kąt natarcia (jeszcze przed całkowitym oderwaniem strug). Samolot przestaje być wtedy w sytuacji stabilnej równowagi ze względu na przypadkowe zmiany kąta natarcia skrzydeł. W tej sytuacji (inaczej niż na podkrytycznych kątach natarcia) wzrost kąta natarcia powoduje spadek siły nośnej, opadanie (jednego, zależy od przypadkowych początkowych asymetrii lub nieostrożnej akcji pilota) skrzydła i zatem dalszy wzrost kąta natarcia. Jednocześnie kąt natarcia na przeciwnym skrzydle maleje, co (kąty nadkrytyczne) powoduje wzrost siły nośnej i podnoszenie tego skrzydła. Pojawia się rosnący moment skręcający i – o ile pilot nie zareaguje – wkrótce oderwanie strug na dolnym skrzydle.
Powyższy scenariusz (wejścia w autorotację przed oderwaniem strug) nie występuje na podkrytycznych kątach natarcia – tam przypadkowe różnice pomiędzy kątami natarcia obu skrzydeł są wyrównywane – jest to sytuacja stabilnej równowagi.
Niesymetryczne uszkodzenie skrzydeł może zainicjować autorotację przez szybki wzrost kąta natarcia poza kąt krytyczny, na opadającym bardziej uszkodzonym skrzydle.

## Objawy
Statek powietrzny wykonuje skomplikowany ruch obrotowy, przypominający „korkociąg” (stąd nazwa najczęściej występującej sytuacji autorotacyjnej). Ponieważ spływ powietrza z krawędzi spływu jest na ogół w dużej części zerwany, statek słabo lub w ogóle nie reaguje na sterowanie lotkami. Ze względu na częściową lub całkowitą utratę siły nośnej (zerwanie strug) statek na ogół szybko opada (np. 30 m/sek, różnie). Próba podniesienia (na ogół silnie w tej sytuacji opuszczonego w dół) nosa statku przez ściągnięcie drążka sterowego na siebie (ster wysokości do góry) nie daje rezultatu (na ogół, choć np. w sytuacji korkociągu plecowego jest inaczej), wręcz pogłębia problem (przez zwiększenie – i tak zbyt wielkiego – kąta natarcia).

## Wyprowadzenie
Dla przerwania zjawiska autorotacji należy przywrócić prawidłowy opływ skrzydeł i zlikwidować asymetrię opływu. Najczęściej wykonywane jest to przez skontrowanie obrotu sterem kierunku i następnie oddanie drążka (ster wysokości w dół). Ze względu na różne możliwe scenariusze opływu skrzydeł w sytuacji autorotacji, różne możliwe rozłożenia mas statków i inne czynniki, w konkretnych przypadkach i konkretnych typach statków przerwanie autorotacji może wymagać innych akcji lub być w ogóle niemożliwe.

## Zastosowania w pilotażu
Niektóre statki pozwalają na stosunkowo łatwe wyprowadzanie z korkociągu. Na takich statkach wykonuje się intencjonalnie korkociągi dla oswojenia i nauczenia pilotów niezbędnego automatyzmu nawyków wyprowadzania w przypadku niezamierzonej autorotacji. Na takich statkach korkociąg jest także w miarę bezpiecznym sposobem szybkiej straty wysokości (bez przekroczenia szybkości niszczącej). Intencjonalne zainicjowanie autorotacji w szybkim locie (zazwyczaj) poziomym to tzw. beczka szybka, jedna z figur akrobacji lotniczej. Sam korkociąg także należy do akrobacji lotniczej.